# Joan Bennàssar i Vives
Joan Bennàssar Vives (Pollença, 1950) és un pintor i escultor mallorquí. Inicialment es dedicà a la pintura matèrica i passà després al figurativisme, amb paisatges i natures mortes de trets hiperrealistes que han derivat cap a l'expressionisme.

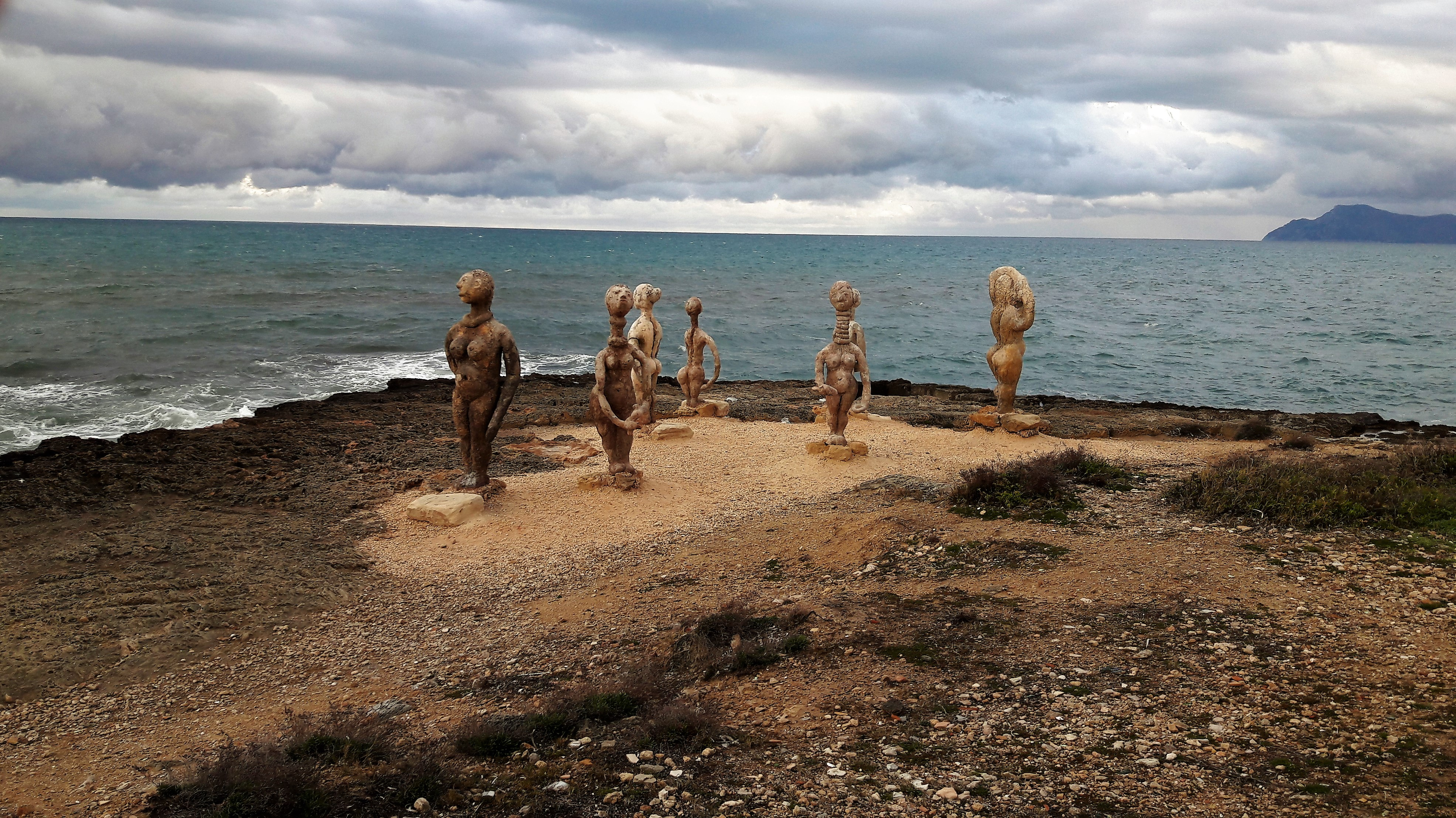
Grup escultòric de Joan Bennàssar a Can Picafort (Mallorca).

Bennàssar inicià la seva formació artística a l'Escola d'Arts i Oficis de Palma, on fou alumne de Jaume Mir (1915-2012), qui l'orientà cap a l'escultura. Bennàssar, malgrat tenir una forta herència pictòrica de l'Escola Pollencina, mai se sentí atret pel paisatgisme, per la qual cosa trencà amb les seves arrels per a crear un estil propi. El 1969 ingressà a l'Escola de la Llotja de Barcelona, on es forma com a pintor i escultor. A Barcelona descobrí l'obra d'Antoni Tàpies (1923-2012), aleshores un artista marginal, que li impactà notablement, fent evolucionar l'obra de Bennàssar cap a una etapa més informalista, amb l'ús de materials com la sorra, les cordes i tota mena de textures.

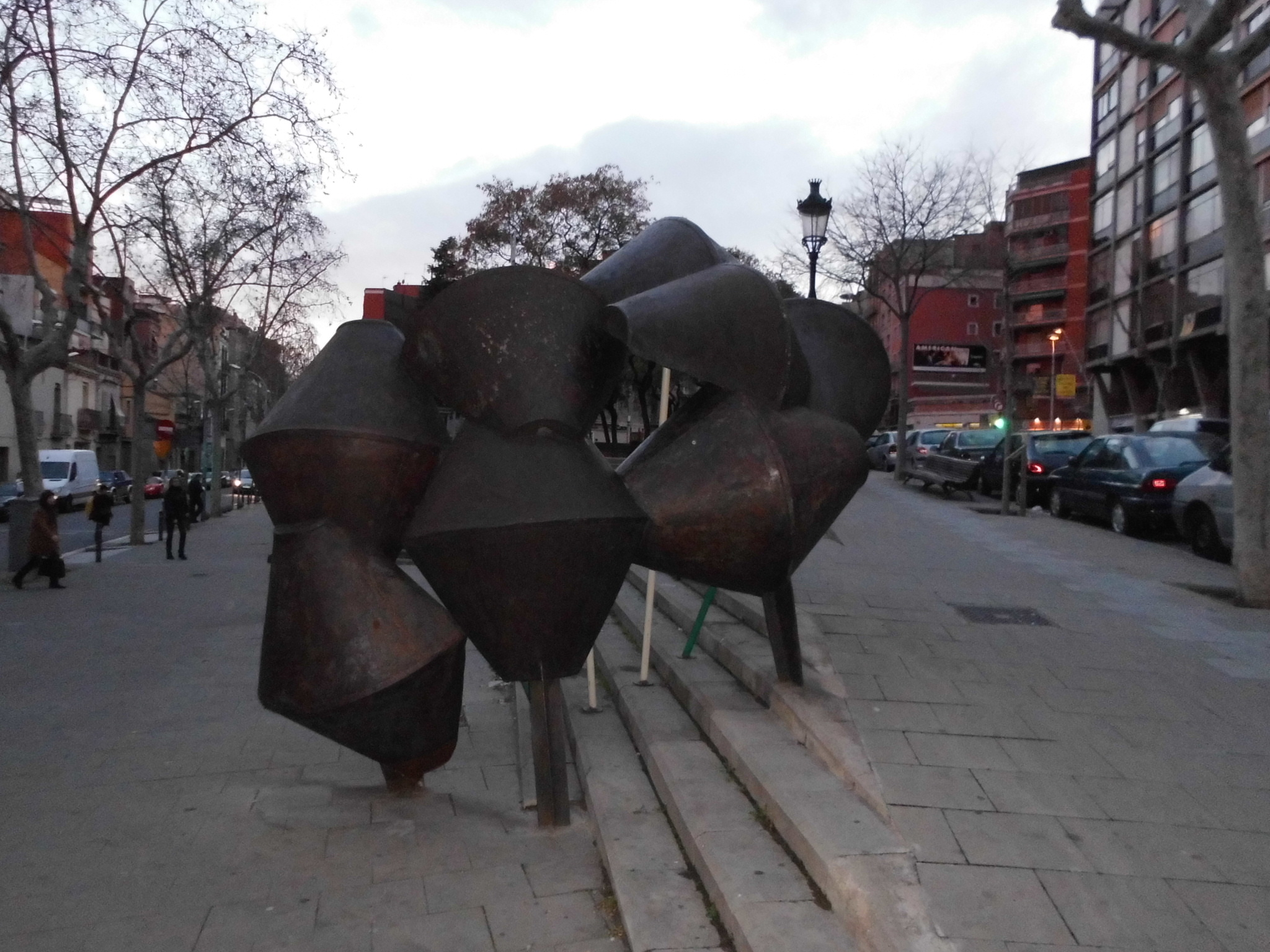
Llar per a la tortuga dels vuit anells de Joan Bennàssar. Plaça Sant Josep de Calassanç o plaça de la Tortuga (Barcelona).

La seva primera exposició individual fou en el Club Pollença el 1971. No obstant això, a mitjans dels anys setanta abandonà la pintura per a centrar-se plenament en la política com a militant del Partit dels Treballadors d'Espanya. A la fi d'aquesta dècada retornà a la seva producció pictòrica per a no abandonar-la mai més, donant lloc a una de les etapes més prolíferes de la seva carrera. En aquesta nova etapa, la seva obra es desenvolupà a partir de nombroses temàtiques diferents que mostren el seu món interior i el seu imaginari creant entre la gran ciutat i el petit poble costaner. Així, hom troba obres que parlen de l'estudi del pintor, el cos humà, les natures mortes o fins i tot un món esotèric. El 1984 exposà per primera vegada en la galeria Maeght de Barcelona, espai amb el qual tindrà relació fins ben entrats els anys noranta. A mitjan 80 arribà la seva consagració com a artista, i cada vegada més se centrà en el desenvolupament de l'obra més que en el resultat d'aquesta mateixa. En els anys noranta, ja com a artista i home madur, tornà a l'imaginari dels seus orígens, del poble, de les seves arrels, i començà a desenvolupar quadres en els quals es representen rebostos. En aquesta nova etapa també reflexionarà sobre si mateix, amb autoretrats. En els 2000 tingué una etapa en la qual se centrà en l'erotisme, duent a terme el projecte “Mallorca eròtica” (2007) juntament amb l'escriptor Gabriel Janer i Manila (1940).
Bennàssar ha exposat a Palma, Barcelona, Madrid, Sant Sebastià i en altres indrets d’Europa (Tolosa de Llenguadoc) i dels Estats Units (Nova York). Igualment, ha participat en fires internacionals com Art LA, de Los Angeles, FIAC, a París, i ARCO, a Madrid. Durant tota la seva trajectòria artística, Bennàssar ha destacat per la seva polaritat temàtica. La figura femenina és una constant que recupera una vegada i una altra en pintura i escultura, representant-la no sols des del punt de vista bell i sensual, sinó com la cúspide de la societat matriarcal de la Mallorca de la seva infància. El 2013 fou guardonat pel Consell Insular de Mallorca amb el Premi Jaume II.